# 1865 en journalisme
Cet article présente les faits marquants de l’année 1865 en journalisme.

## Évènements
- Création du journal Il Sole 24 Ore.